# Massey-Vorträge
Die Massey-Vorträge (frz. Conférences Massey; engl. Massey Lectures) oder Massey-Vorlesungen sind eine prestigeträchtige fünfteilige jährliche Vortragsreihe zu einem politischen, kulturellen oder philosophischen Thema, die jährlich am Collège Massey  (Massey College) der Universität von Toronto in Kanada gehalten werden. Bekannte Gelehrte werden dazu an die größte Universität Kanadas eingeladen, um philosophische und kulturelle Themen zu diskutieren. Die Vortragsreihe wurde im Jahr 1961 zu Ehren des Generalgouverneurs Vincent Massey gegründet und zog Sprecher wie Northrop Frye, Michael Ignatieff, Noam Chomsky, Jane Jacobs, Claude Lévi-Strauss, John Ralston Saul und Martin Luther King, Jr. an. Die Vorträge werden im Rahmen von Ideas, einer Rundfunkreihe des CBC, gesendet. In einigen Jahren fanden sie nicht statt.

## Vorträge
- 1961 – Barbara Ward, The Rich Nations and the Poor Nations
- 1962 – Northrop Frye, The Educated Imagination
- 1963 – Frank Underhill, The Image of Confederation
- 1964 – C. B. Macpherson, The Real World of Democracy
- 1965 – John Kenneth Galbraith, The Underdeveloped Country
- 1966 – Paul Goodman, The Moral Ambiguity of America
- 1967 – Martin Luther King, Jr., Conscience for Change
- 1968 – R. D. Laing, The Politics of the Family
- 1969 – George Grant, Time as History
- 1970 – George Wald, Therefore Choose Life
- 1971 – James Corry, The Power of the Law
- 1972 – Pierre Dansereau, Inscape and Landscape
- 1973 – Stafford Beer, Designing Freedom
- 1974 – George Steiner, Nostalgia for the Absolute
- 1975 – J. Tuzo Wilson, Limits to Science
- 1977 – Claude Lévi-Strauss, Myth and Meaning
- 1978 – Leslie Fiedler, The Inadvertent Epic
- 1979 – Jane Jacobs, Canadian Cities and Sovereignty Association
- 1981 – Willy Brandt, Dangers and Options: The Matter of World Survival
- 1982 – Robert Jay Lifton, Indefensible Weapons
- 1983 – Eric Kierans, Globalism and the Nation State
- 1984 – Carlos Fuentes, Latin America: At War with the Past
- 1985 – Doris Lessing, Prisons We Choose to Live Inside
- 1987 – Gregory Baum, Compassion and Solidarity: The Church for Others
- 1988 – Noam Chomsky, Necessary Illusions: Thought Control in Democratic Societies
- 1989 – Ursula Franklin, The Real World of Technology
- 1990 – Richard Lewontin, Biology as Ideology: The Doctrine of DNA
- 1991 – Charles Taylor, The Malaise of Modernity
- 1992 – Robert Heilbroner, Twenty-First Century Capitalism
- 1993 – Jean Bethke Elshtain, Democracy on Trial
- 1994 – Conor Cruise O’Brien, On the Eve of the Millennium
- 1995 – John Ralston Saul, The Unconscious Civilization
- 1997 – Hugh Kenner, The Elsewhere Community
- 1998 – Jean Vanier, Becoming Human
- 1999 – Robert Fulford, The Triumph of Narrative
- 2000 – Michael Ignatieff, The Rights Revolution
- 2001 – Janice Stein, The Cult of Efficiency
- 2002 – Margaret Visser, Beyond Fate
- 2003 – Thomas King, The Truth About Stories
- 2004 – Ronald Wright, A Short History of Progress
- 2005 – Stephen Lewis, Race Against Time: Searching for Hope in AIDS-Ravaged Africa
- 2006 – Margaret Somerville, The Ethical Imagination
- 2007 – Alberto Manguel, The City of Words
- 2008 – Margaret Atwood, Payback: Debt and the Shadow Side of Wealth
- 2009 – Wade Davis, The Wayfinders: Why Ancient Wisdom Matters in the Modern World
- 2010 – Douglas Coupland, Player One: What is to Become of Us
- 2011 – Adam Gopnik, Winter: Five Windows on the Season
- 2012 – Neil Turok, The Universe Within: From Quantum to Cosmos
- 2013 – Lawrence Hill, Blood: The Stuff of Life
- 2014 – Adrienne Clarkson, Belonging: The Paradox of Citizenship
- 2015 – Margaret MacMillan, History's People: Personalities and the Past
- 2016 – Jennifer Welsh, The Return of History: Conflict, Migration and Geopolitics in the Twenty-First Century
- 2017 – Payam Akhavan, In Search of a Better World: A Human Rights Odyssey
- 2018 – Tanya Talaga, All Our Relations: Finding the Path Forward
- 2019 – Sally Armstrong, Power Shift. The Longest Revolution
- 2020 – Ronald Deibert, Reset: Reclaiming the Internet for Civil Society (Shortlist für den 2020 Donner Prize)
- 2021 – Esi Edugyan, Out of the Sun: On Art, Race and the Future
- 2022 – Tomson Highway, Laughing with the Trickster: On Sex, Death and Accordions
- 2023 – Astra Taylor, The Age of Insecurity: Coming Together as Things Fall Apart
- 2024 – Ian Williams, What I Mean To Say: Remaking Conversation in our Time